# بولونگارویک
بولونگارویک (به لاتین: Bolungarvík) یک منطقهٔ مسکونی در ایسلند است که در وست‌فیردیر واقع شده‌است. بولونگارویک ۱۰۹ کیلومتر مربع مساحت و ۹۵۵ نفر جمعیت دارد.